# Цукрова промисловість

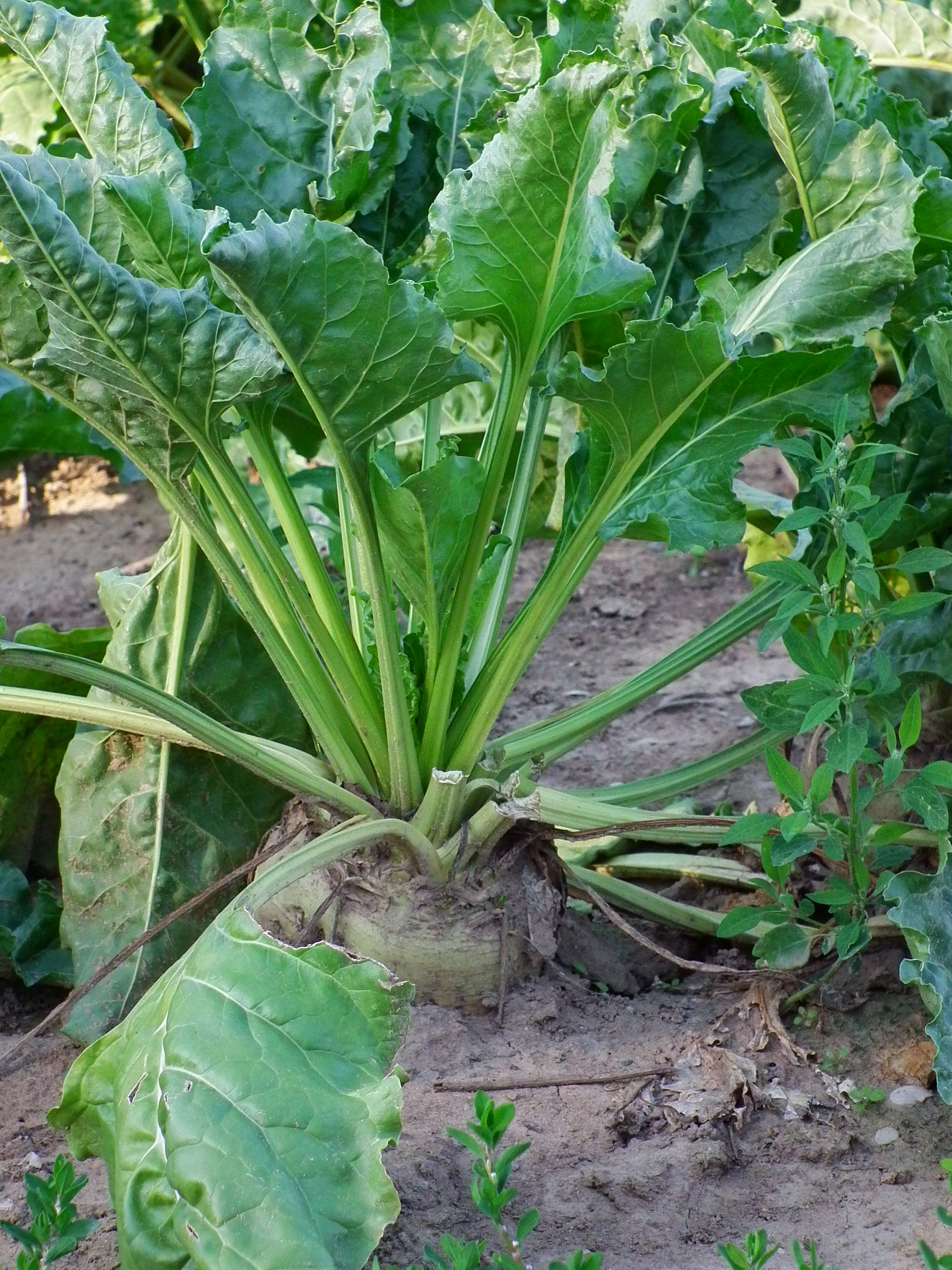
Цукровий буряк (Beta vulgaris saccharifera) — найважливіша в Україні технічна рослина, сировинна база цукрової промисловості

Цукро́ва промисло́вість — галузь харчової промисловості, яка виробляє білий цукор, рафінад та побічні продукти, такі як жом для корму тварин та мелясу. В Україні це одна з найстаріших і найважливіших галузей харчової промисловості, продукція якої до 1914 року, поруч із збіжжям, була найважливішим предметом експорту. В Україні цукор виробляється в основному з цукрових буряків. З середини 1950-х років, спочатку як у рамках допомоги для Куби, деяка частина цукру виробляється шляхом перегонки темного цукру отриманого з цукрової тростини. Понад половину цукру в Україні споживає населення, частина становить сировину для низки галузей харчової промисловості.

## Історія цукроваріння
Виробництво цукру з цукрового буряку припадає у Західній Європі на середину 18 століття; у Росії перші цукрові заводи виникли у першій половині 18 століття (з привізної сировини — цукрової тростини).
В Україні першу цукроварню збудовано в 1822 році у с. Бучак (Канівського повіту).
З початку 1840-х років цукроварство швидко розвивається: у 1830 р. — 6 заводів, у 1842 р. — 52, у 1848 р. — 192. Це пов'язано з вигідними природними умовами для вирощування цукрових буряків (клімат, ґрунти) та наявністю дешевої робочої сили (селяни-кріпаки).
Початково цукрова промисловість розвивалася майже винятково у поміщицьких господарствах — на той час, у зв'язку з високою вартістю перевезення цукрового буряку, розміщення підприємств цукрової промисловості пов'язувалося з розміщенням сировини.
Подальшому розвиткові цукрової промисловості сприяла тенденція переходу на товарне рільництво з постійно зростаючими посівами технічних культур, зокрема цукрового буряку. У 1914 році в Російській Імперії нараховувано 241 заводів, у тому числі в Україні — 203. На Правобережжі цукрова промисловість була найбільше розвинена на Київщині й Поділлі; на Лівобережжі — на Сумщині й Харківщині. Цукрові заводи в Україні являли собою підприємства невеликої виробничої потужності.
Після скасування кріпацтва в Росії більшість цукроварень перейшла в руки капіталістів — поміщики залишилися далі продуцентами цукрового буряку, і цукрова промисловість зазнала деякої концентрації. Більшість із заводів, збудовані ще до 1870 року, користувалися старим устаткуванням — малопотужні котли і невеликої потужності парові машини, а вантажно-розвантажувальні роботи виконувалися вручну. Ручна праця та кінний транспорт використовувалися для багатьох робіт, зокрема для довозу буряків, палива, вапнякового каменю, перевезення жому у жомові ями, вивезення шлаку.
В 1914 році на цукрових заводах України працювало 120 тисяч робітників (1/5 робітництва України), переважно жінки і підлітки. Праця була сезонною (3-4 місяці), і працювали на 2 зміни, по 12 годин на добу. Виробництво цукру зросло з 200—900 т у 1881—1882 роках до 1,1 млн т у 1913—1914 роках. Україна виробляла 80-85 % білого цукру і близько 75 % рафінаду Російської Імперії. У світовій продукції цукру з цукрового буряку Україна посідала друге після Німеччини місце. У 1887 році в Російській Імперії створено синдикат цукрозаводчиків, і наприкінці XIX ст. картелі й синдикати контролювали 92 % виробництва, вони значно збільшували внутрішню ціну цукру (5-7 крб. за пуд), натомість за кордон продавали по 2-3 крб. за пуд. Споживання цукру в Україні, не зважаючи на значне виробництво, не було велике, і це дозволяло значний експорт цукру з України в інші частини Російської Імперії, на Близький Схід, а також до Західної Європи, переважно до Великої Британії.
Серед цукрозаводчиків була низка українців, відомих меценатів: Терещенки, Симиренки, Яхненки; були також поляки (Браніцькі), євреї (Бродські), росіяни (Бобринські).
До 1914 року найбільше цукроварень було на східному Поділлі, на Сумщині й Київщині, натомість їх майже не було у лісовій і степовій смугах. У Східній Галичині цукрова промисловість існувала з першої половини XIX століття, але пізніше всі цукроварні закрито внаслідок політики австрійського картелю.
У 1913 р. постала цукроварня у Ходорові.
За роки Першої світової війни цукрова промисловість занепала, а у 1917—1921 роках зазнала цілковитої руйнації.
У 1921–22 роках вироблено ледве 4 % цукру, порівняно з 1913 роком.
За наступні роки цукрова промисловість швидко відбудувалася і в 1927–28 роках досягла довоєнного рівня (1,1 млн т).
За перші роки колективізації значно зменшилися площі посівів цукрового буряку, і виробництво цукру зменшилося (1932 — 550 тис. т).
З середини 1930-х років цукрова промисловість почала швидко зростати — до 1 580 тис. т 1940 року. Низку старих заводів реконструйовано і споруджено ряд нових, серед них 4 великі: Лохвицький (найбільший завод в СРСР і Європі) і Веселоподільський (обидва на Полтавщині), Куп'янський на Харківщині і Гніванський на Вінниччині. У їхньому спорудженні використано найновіші технологічні досягнення цукрового виробництва, а зокрема, механізовано до 70 % робіт. Дещо концентровано виробництво і зменшено чисельність заводів до 138.
У 1913 році цукровий завод в Україні переробляв пересічно 70 тис. центнерів, у 1940 р. — 103 тис. центнерів цукрових буряків.
Кількість цукрових заводів в УРСР становила 74,5 % від загальної кількості таких заводів всього СРСР, а виробництво цукру — 73 %.
Концентрація виробництва відбувалася також і в рафінадній промисловості України.
У Галичині було лише два заводи; на Буковині — 3 (Жучка, Лужани, Хрещатик).
За часів війни 1941—1945 років частину цукроварень цілком зруйновано, частину — пошкоджено. У 1945 р. виробництво цукру зменшилося до 329 тис. т. Довоєнного рівня було досягнуло лише у 1954 році.
Швидких темпів розвитку цукрова промисловість набула у 1955–1970 роках. За той час збудовано 38 нових високомеханізованих підприємств, а багато старих заводів реконструйовано і значно розширено. Середня потужність в розрахунку на один завод зросла за 1950-ті–1970-ті роки майже вдвічі: з 8,6 тис. центнерів на добу в 1950 р. до 17 тис. центнерів у 1970 р.
За той час виробництво цукру:
1955 — 2 425 тис. т, у тому числі 2 328 тис. т з цукрового буряку,
1960 — 3 877 тис. т (у тому числі 3 340 тис. т з буряку)
1965 — 6 686 тис. т (у тому числі 5 644 тис. т з буряку)
1970 — 5 973 тис. т (у тому числі 5 069 тис. т з буряку)
У 1970-х pp. почалася деяка стаґнація цукрової промисловості:
1975 — 6 035 тис. т (у тому числі 4 679 тис. т з буряку),
1978 — 6 900 тис. т (у тому числі 3 743 тис. т з буряку);
З 1982 р. знову почалося зростання — 6 608 тис. т (4 254), найвищі числа в історії українського цукровиробництва. Однак, не зважаючи на помітне зростання врожайності і валового збору цукрового буряку, а також на розширення виробничих потужностей цукроварень, обсяг виробництва цукрової промисловості збільшився неістотно. Так, середньорічна продукція цукру з цукрових буряків в УРСР становила у 1976—1980 pp. 4 млн т (проти 4,3 млн т у 1961—1965), тоді як обсяг переробки цукрових буряків зріс за цей час до понад 13 млн т. Основна причина цього явища — зменшення врожайності і цукристості цукрових буряків, погіршення їх технологічних вартостей, підвищення втрат цукру в процесі зберігання та нерідко нераціональні транспортування і переробка бурякової сировини. Унаслідок всього цього продукція цукру на 1976—1980 pp. знизилася з 13,7 % до 10,6 % від загальної маси цукрових буряків.
Чисельність цукрових заводів в УРСР зросла до 185 у 1975 р. і до 191 у 1982 р. Найбільше цукрових заводів побудовано на Західній Україні, зокрема в Галичині (1939 — 2, 1970 — 10), а також у північно-західній частині Степу. Далі зросла концентрація виробництва цукрової промисловості — один завод виробляє тепер щороку 279 тис. т цукру. Поряд з виробництвом цукру з цукрового буряку щораз більше використовувалася цукрова тростина (1970 — 912 тис. т, 1982 — близько 2300 тис. т).
Тепер значення цукрової промисловості в експорті України відійшло на задній план.

## Розміщення цукрової промисловості
Географічне розміщення цукрової промисловості і тепер в основному перекривається з розміщенням цукрового буряку.
Найбільше розвинена цукрова промисловість у Вінницькій, Черкаській, Хмельницькій, Київській, Сумській, Полтавській та Харківській, Кіровоградській і Одеській областях.
Як і раніше, найбільшим заводом є Лохвицький цукровий комбінат зі щоденною потужністю 93 тис.центнерів. Інші комбінати: Куп'янський на Харківщині (денна продукція 40 тис. центнерів і річна продукція 123 000 т білого цукру) і Первомайський (Миколаївська область); заводи: Засільський (на Миколаївщині), Пальмірський (Черкаська область), Орільський (Харківська область), Кременецький (Тернопільська область, річна продукція 68 000 т цукру). Білий цукор переробляється на рафінад на 15 рафінадних заводах (найбільші — Сумський і Одеський) і в 12 рафінадних цехах. Почавши з 1960-х pp., у зв'язку з зменшенням його споживання, виробництво рафінаду скоротилося.

## В Україні
Значне падіння виробництва цукру відбулося протягом 1990 —1997 рр. — з 6 791 тис. т до 2 034 тис. т на рік.
У 2011 році, після багатьох років занепаду галузі і ліквідації цукрозаводів, нарешті розпочато будівництво нового. Так у Вінницькій області в містечку Шпиків закладено найбільший в Європі цукрозавод (12 тис. т переробки буряків за зміну).
У 2012 р. виробництво цукру в Україні перевищило 2,2 млн тонн при внутрішній потребі в 1,8 млн тонн, і відсутність надійних ринків збуту при несприятливій кон'юнктурі на ринку тростинного цукру привело до профіциту і падіння цін, посівні площі під буряком цього року скоротилися на 33,2 % — до 306 тис. га..